# María Ana de Austria (1835-1840)
María Ana de Habsburgo-Lorena (Viena, 27 de octubre de 1835 - ídem, 5 de febrero de 1840) fue una archiduquesa de Austria, hermana menor del futuro emperador Francisco José I de Austria, y de Maximiliano I de México. Era llamada familiarmente Ännchen.

## Biografía
La pequeña archiduquesa vino al mundo pocos meses después de la muerte de su abuelo, el Emperador Francisco I de Austria, era la única hija del Archiduque Francisco Carlos de Austria y de la famosa Princesa Sofía de Baviera. Recibió su primer nombre en homenaje a su tía y madrina, la emperatriz María Ana. Nacida después de tres varones que aseguraron la sucesión al trono imperial, Francisco José (futuro emperador), Fernando Maximiliano y Carlos Luis, fue adorada por su madre. Dos días después de su nacimiento, el 29 de octubre, fue bautizada en la parroquia de corte, por el príncipe-arzobispo de Viena. Su madrina también sería la emperatriz María Ana. 
Contó con un servicio de cámara que llegó a contar con una dama de corte, una ayudanta de cámara, una muchacha de cámara, tres lacayos, una limpiadora y una camarera. Una niña robusta, padecía ataques epilépticos desde el primer año, que la debilitaban cada vez más, y que los médicos de la corte atribuían falsamente y en contra del consejo de la archiduquesa Sofía a la dentición.
La princesita finalmente murió a los 4 años después de una convulsión violenta. Sus restos están enterrados junto a los de sus antepasados en la bóveda de Fernando de la Cripta de los Capuchinos, dejando inconsolable a la archiduquesa Sofía.
Poco después, su madre daría a luz a un bebé muerto  aún tendrían un último hijo en 1842, el archiduque Luis Víctor.

## Epílogo

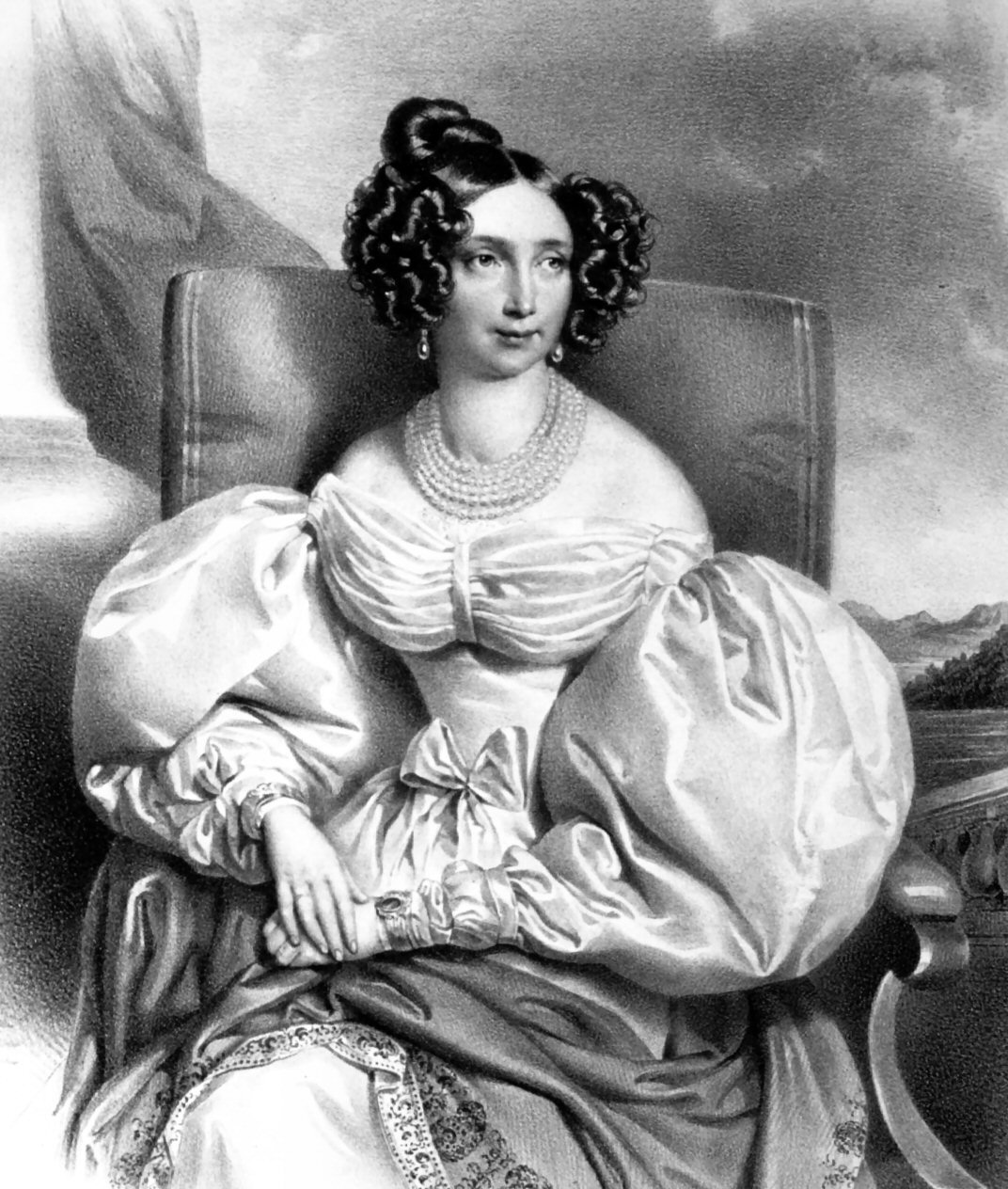
Archiduquesa Sofia (circa 1835/1840)

La muerte de esta princesa reaviva en el corazón de la Archiduquesa  los sufrimientos que había padecido durante la muerte de su sobrino por matrimonio con el Duque de Reichstadt, ocho años antes. El 24 de octubre del mismo año, tres días antes del quinto cumpleaños del pequeño difunto, la Archiduquesa dio a luz a un hijo muerto.[cita requerida]
Al año siguiente, la Archiduquesa perdió a su madre, la reina viuda de Baviera Carolina de Baden, que era su confidente. Luego comienza a escribir su diario. Poco después, dio a luz a su último hijo, el archiduque Luis Víctor de Austria. Asesinado en el corazón de su madre, la Archiduquesa, a quien el canciller Metternich apodó «el único hombre de la familia», se dedicó plenamente a la política y al futuro de su hijo mayor, el archiduque Francisco José, llamado a rodear la corona en honor a su tío, el emperador Fernando I de Austria. Para ello, se acercó al canciller Metternich quien, desconfiando de esta mujer de fuerte personalidad, la había privado del trono. La Revolución de 1848 le permitió realizar sus ambiciones mientras expulsaba al Príncipe de Metternich del poder.